# Antoninka
Antoninka – potok, płynący na Mazowszu o długości około 8 km i powierzchni zlewni 42 km². Bierze swoje źródła na skraju Lasów Pilawskich na południowy zachód od Zabieżek. Płynie przez Kąty, Antoninek, Starą Wieś, by w okolicach Kołbieli ujść do Świdra.